# Милорад Бојић
Милорад Бојић (Земун, 4. јануар 1951 — Крагујевац, 22. јануар 2016) био је српски универзитетски професор. Бојић је по образовању био доктор техничких наука. Био је редовни универзитетски професор на Факултету инжењерских наука Универзитета у Крагујевцу, истакнути научни радник, а од 2015. године и дописни члан САНУ Одељења техничких наука.

## Биографија
Милорад Бојић је дипломирао на Машинском факултету Универзитета у Београду, Одељење у Крагујевцу 1974. године, магистрирао на Универзитету у Сиракузи, САД 1977. године на Департману за механичко и ваздухопловно инжењерство, на тему Two Dimensional Mathematical Model of Non-Buoyant Jet in a Cross-Flow. Докторирао је на Факултету инжењерских наука Универзитета у Крагујевцу (тадашњем Машинском факултету Универзитета у Крагујевцу) 1984. године на тему: Експериментална истраживања турбулентног ваздушног млаза у попречној ваздушној струји при променљивој температури млаза. На Универзитетску у Крагујевцу је наставио академску каријеру и радио као редовни професор на катедри за Енергетику и процесну технику. 
На Факултету инжењерских наука Универзитета у Крагујевцу био је продекан за науку 1989-1991, шеф катедре за Енергетику и процесну технику, управник Регионалног центра за Газдовање енергијом и управник Центра за Грејање, климатизацију и сунчеву енергију . Ожењен је супругом Славицом са којом има сина Љубишу, научника у области социологије будућности.

### Стручна биографија-звања
Милорад Бојић је на Факултету инжењерских наука Универзитета у Крагујевцу радио у звању: асистента (1974-1984), доцента (1984-1990), ванредног професора (1990-1995) и редовног професора од 1995. до 2016. године. На Универзитету у Сиракузи био је асистент за истраживања и техничко лице (1976-1978); на Политехничком Универзитету Хонг Конга, професор-истраживач (1999-2001); гостујући професор на Универзитету у Нагоји у Јапану 1997, на Политехничком Универзитету Хонг Конга 2001. до 2003, Универзитету Реуниону Француској (Мадагаскар)од 2009. до 2011. и на Националном универзитету за примењене науке (ИНСА) у Лиону у Француској 2012. године. Милорад Бојић је био члан међународног научног одбора конференције Европске комисије Energy & Agriculture towards the Third Millennium у Атини1999.

### Стручна биографија-усавршавање
- Center for Integrated Research in Science and Engineering, Nagoya University, Japan. 1997
- The Hong Kong Polytechnic University, Department of Building Services Engineering, Hong Kong, China. 1999.
- University of Hong Kong, Department of Mechanical Engineering. 2006.
- Reunion University, Department of Civil Engineering, Reunion Island, France. 2010.[4]

## Селективна библиографија

### Монографије
- Termotehnika 1987.  512117397
- Termodinamika 2011.  184810508
- Vazdušni mlaz u poprečnoj vazdušnoj struji 1987.  32150535

### Чланци и други саставни делови
- SA Kalogirou, M Bojic(2000)Artificial neural networks for the prediction of the energy consumption of a passive solar building. Energy 25 (5), 479-491
- M Bojic, F Yik, P Sat (2001)Influence of thermal insulation position in building envelope on the space cooling of high-rise residential buildings in Hong Kong. Energy and Buildings 33 (6), 569-581
- M Bojic, N Trifunovic, G Papadakis, S Kyritsis (1997)Numerical simulation, technical and economic evaluation of air-to-earth heat exchanger coupled to a building. Energy 22 (12), 1151-1158
- M Bojić, N Nikolić, D Nikolić, J Skerlić, I Miletić(2011)Toward a positive-net-energy residential building in Serbian conditions Applied Energy 88 (7), 2407-2419
- M Bojic, F Yik, W Leung (2002)Thermal insulation of cooled spaces in high rise residential buildings in Hong Kong Energy Conversion and Management 43 (2), 165-183